# Riolunato
Riolunato is een gemeente in de Italiaanse provincie Modena (regio Emilia-Romagna) en telt 738 inwoners (31-12-2004). De oppervlakte bedraagt 45,2 km², de bevolkingsdichtheid is 17 inwoners per km².

## Demografie
Riolunato telt ongeveer 338 huishoudens. Het aantal inwoners daalde in de periode 1991-2001 met 11,9% volgens cijfers uit de tienjaarlijkse volkstellingen van ISTAT.
| Jaar | Inwoneraantal |
| ---- | ------------- |
| 1991 | 837           |
| 2001 | 737           |

## Geografie
Riolunato grenst aan de volgende gemeenten: Fiumalbo, Frassinoro, Lama Mocogno, Montecreto, Palagano, Pievepelago, Sestola.
Bastiglia · Bomporto · Campogalliano · Camposanto · Carpi · Castelfranco Emilia · Castelnuovo Rangone · Castelvetro di Modena · Cavezzo · Concordia sulla Secchia · Fanano · Finale Emilia · Fiorano Modenese · Fiumalbo · Formigine · Frassinoro · Guiglia · Lama Mocogno · Maranello · Marano sul Panaro · Medolla · Mirandola · Modena · Montecreto · Montefiorino · Montese · Nonantola · Novi di Modena · Palagano · Pavullo nel Frignano · Pievepelago · Polinago · Prignano sulla Secchia · Ravarino · Riolunato · San Cesario sul Panaro · San Felice sul Panaro · San Possidonio · San Prospero · Sassuolo · Savignano sul Panaro · Serramazzoni · Sestola · Soliera · Spilamberto · Vignola · Zocca
- MusicBrainz: 3538a71e-567b-4f24-9a36-3f2b2263bd08
- Virtual International Authority File: 146340568

1. ↑  https://demo.istat.it/?l=it.